# Lecopia subjecta
Lecopia subjecta är en insektsart som först beskrevs av Walker 1870.  Lecopia subjecta ingår i släktet Lecopia och familjen Flatidae. Inga underarter finns listade i Catalogue of Life.